# Fokker D.II

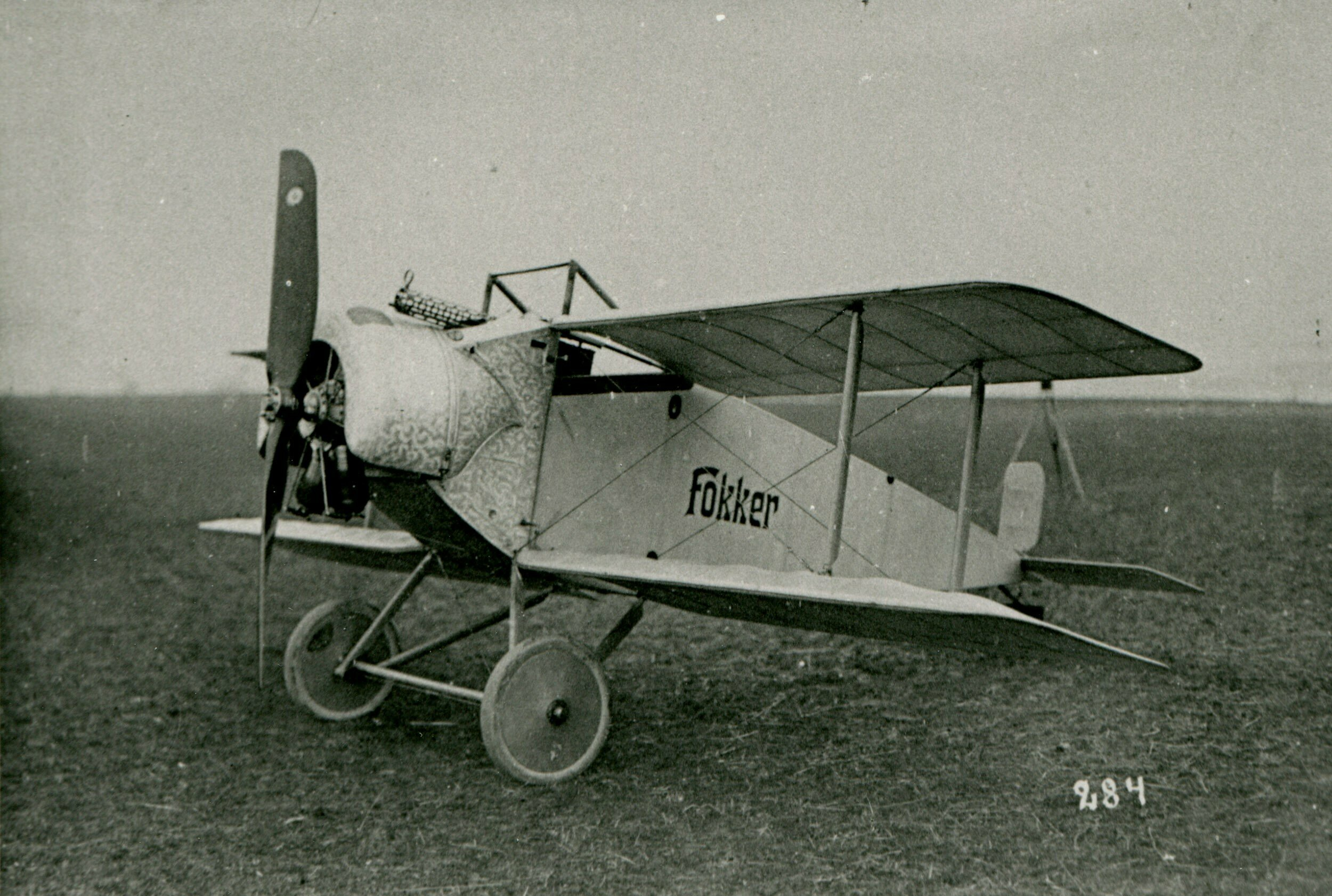
Перший прототип M.17

Фоккер D.II (нім. Fokker D.II) — німецький винищувач, який використовувався в Першій світовій війні.

## Конструкція та доопрацювання
До кінця 1915 року Антон Фоккер зрозумів, що його винищувачі-моноплани, такі як E.III, перевершують більш швидкісні британські та французькі біплани, і він почав розробку серії власних біпланів. Він вважав за краще використовувати легкий роторний двигун, але хотів оцінити вплив використання важчого, але потужнішого двигуна з водяним охолодженням. Він не був впевнений у відносних перевагах одномісного проти двомісного винищувача, тому вирішив розробити прототипи, які продемонстрували б переваги та недоліки кожної з чотирьох конфігурацій. Усі ці літаки були озброєні одним фіксованим кулеметом 7,92 мм (0,312 дюйма) lMG 08/15, яким керував пілот. M.17 був його одномісним дизайном з роторним двигуном з повітряним охолодженням потужністю 80 к.с. (60 кВт).
Перший прототип дуже нагадував перший прототип M.16 з фюзеляжем, який повністю заповнював простір між однофлюсовими крилами, але це також мало значний недолік M.16: сильно обмежена видимість вперед і вниз. Другий прототип мав спільні крила з одним відсіком, як і попередні літаки, але висота фюзеляжу була зменшена, тому верхнє крило довелося підтримувати на кабінних стійках, щоб покращити огляд пілота. Льотні випробування показали, що фюзеляж був занадто коротким, розмах крил занадто великий і двигун був занадто слабким. Третій прототип мав довший фюзеляж, трохи коротші крила та потужніший двигун Oberursel U.I потужністю 75 кВт (100 к.с.) із встановленим новим кермом. Він був оцінений Німецькою імперською авіаційною службою в квітні 1916 року та тимчасово прийнятий до виробництва, оскільки він був визнаний кращим у порівнянні з E.III. Контракт на десяток передсерійних моделей D.II було укладено в липні, а чотири партії для 169 серійних моделей були надані до жовтня.

## Бойове застосування
D.II використовувалися Kampfeinsitzerkommandos внутрішньої оборони та ранніми Jagdstaffeln, але їх швидко замінили, коли наприкінці 1916 року з’явилися нові винищувачі Albatros та Roland D.I/Roland D.II.

## Оператори
Австро-Угорщина
- Австро-Угорські імператорські та королівські авіаційні війська

Німецька імперія
- Luftstreitkräfte

 Нідерланди
- Koninklijke Marine

 Швейцарія
- ВПС Швейцарії

## Тактико-технічні характеристики
Основні характеристики
- Екіпаж: 1 пілот
- Довжина: 6.40 м
- Висота: 2.55м
- Розмах крила: 9.05м

- Площа крила: 18 м ²
- Нормальна злітна маса: 575 кг

Льотні характеристики
- Максимальна швидкість: 150 км/год

Озброєння
- Стрілецько-гарматне: 1 × фіксований кулемет 7,92 мм (0,312 дюйма) MG-08, що стріляє вперед